# Boca do Monte
Boca do Monte är ett samhälle i Brasilien.   Det ligger i kommunen Santa Maria och delstaten Rio Grande do Sul, i den södra delen av landet, 1 700 km söder om huvudstaden Brasília. Boca do Monte ligger 169 meter över havet och antalet invånare är 2 941.
Terrängen runt Boca do Monte är platt söderut, men norrut är den kuperad. Terrängen runt Boca do Monte sluttar söderut. Runt Boca do Monte är det ganska tätbefolkat, med 86 invånare per kvadratkilometer.. Närmaste större samhälle är Santa Maria, 12,7 km öster om Boca do Monte.
Omgivningarna runt Boca do Monte är huvudsakligen savann.